# Пусанский музей
Музей Пусана (кор. 부산박물관?, 釜山博物館?, англ. Busan Museum) — крупнейший в Пусане и один из крупнейших в Республике Корея исторических музеев. Находится в Пусане, в округе Намку. В музее выставлены более 45 тысяч исторических экспонатов, связанных с историей и культурой Пусана. Директор музея — Ли Вонбок. Открыт в 1978 году. Прошёл реновацию в 2002 году.